# 泰安半島

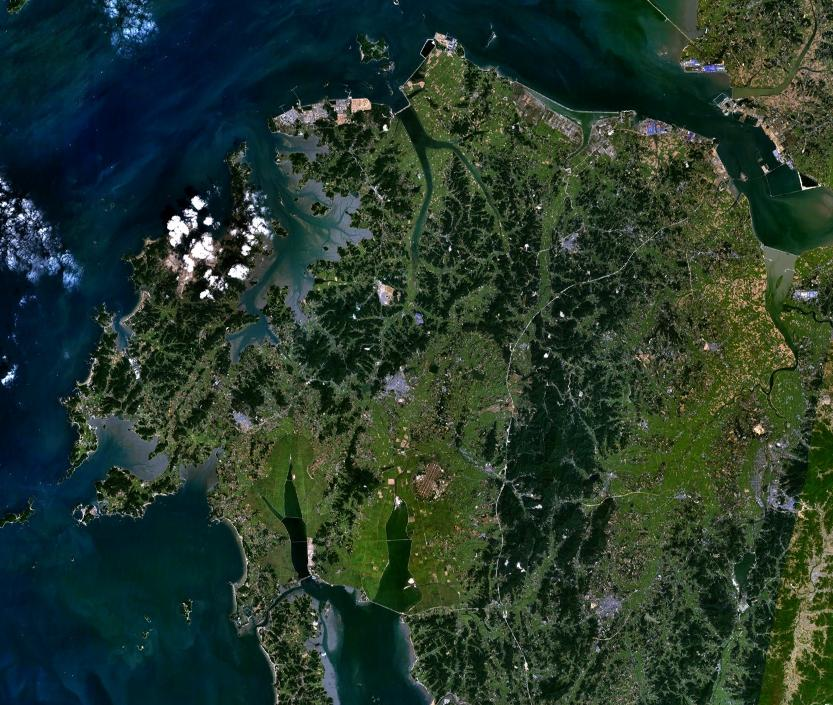
泰安半島

泰安半島（韓語：태안반도）是一個位於大韓民國西海岸的忠清南道西部的半島，行政區劃上分別屬於泰安郡、瑞山市、唐津市、禮山郡。

## 參看
- 泰安海岸國立公園
- 加露林灣